# Forthampton
Forthampton – wieś i civil parish w Anglii, w hrabstwie Gloucestershire, w dystrykcie Tewkesbury. Leży 15 km na północ od miasta Gloucester i 154 km na zachód od Londynu. W 2011 roku civil parish liczyła 144 mieszkańców. Forthampton jest wspomniana w Domesday Book (1086) jako Fortemeltone/Forhelmentone.